# Postawa naturalna
Postawa naturalna (zwana także spontaniczną) – postawa językowa charakteryzująca się traktowaniem języka jako naturalnego dobra społecznego oraz przestrzeganiem tzw. naturalnej normy językowej (świadomej, ale nieskodyfikowanej formalnie), tj. zwyczajowych reguł mówienia przyjętych w danej grupie.
Badacze przypuszczają, że taka postawa jest rozpowszechniona wśród użytkowników niestandardowych odmian języka: gwar ludowych i środowiskowych. W mniejszym zakresie dotyczy to języka zawodowego, ponieważ posługiwanie się profesjonalizmami wymaga większej świadomości językowej. W przeciwieństwie do indyferentyzmu postawa naturalna charakteryzuje się pojmowaniem języka jako wartości naturalnej oraz traktowaniem go jako jednego ze składników społecznego zachowania.